# Łuskowcowate (grzyby)
Łuskowcowate, drobnołuszczakowate (Pluteaceae Kotl. & Pouzar) – rodzina grzybów należąca do rzędu pieczarkowców (Agaricales).

## Charakterystyka
Grzyby kapeluszowe rosnące na ziemi lub na drewnie. Kapelusz u części gatunków na powierzchni kapelusza znajdują się pozostałości osłony całkowitej w postaci łatek. Trzon łatwo wyłamuje się z kapelusza, u części gatunków z pierścieniem lub pochwą. Blaszki wolne lub przylegające. Wysyp zarodników różowy. Zarodniki okrągłe lub elipsoidalne, gładkie, część jest amyloidalna. 

## Systematyka
Pozycja w klasyfikacji według Index Fungorum: Pluteaceae, Agaricales, Agaricomycetidae, Agaricomycetes, Agaricomycotina, Basidiomycota, Fungi.
Według CABI databases bazującego na Dictionary of the Fungi do rodziny Pluteaceae należą rodzaje: 
- Chamaeota (W.G. Sm.) Earle 1909
- Pluteus Fr. 1836 – drobnołuszczak
- Volvariella Speg. 1899 – pochwiak
- Volvopluteus Vizzini, Contu & Justo 2011

Polskie nazwy na podstawie pracy Władysława Wojewody z 2003 r.